# 金堤駅
座標: 北緯35度47分36.61秒 東経126度54分19.57秒 / 北緯35.7935028度 東経126.9054361度
金堤駅（キムジェえき）は、大韓民国全北特別自治道金堤市新豊洞にある韓国鉄道公社（KORAIL）湖南線の駅である。

## 利用可能な路線
- 韓国鉄道公社
  - 湖南線

## 駅構造
- 島式ホーム2面4線の地上駅。

## 駅周辺
- 金堤新豊洞日本式家屋（大韓民国登録文化財第187号）
- 金堤中学校
- 金堤駅前郵便取扱局
- 金堤東初等学校
- KT&G金堤支店
- 新豊洞住民センター
- 全州地方法院 金堤市法院
- 金堤警察署
- 金星女子中学校

## 歴史
- 1912年1月11日 - 開業。
- 2004年4月1日 - 湖南高速鉄道開業により、KTXの停車を開始。
- 2015年4月2日 - 湖南高速線開業に伴い、KTXの停車を中止。

## 隣の駅
韓国鉄道公社
湖南線
益山駅 - (臥龍駅) - 金堤駅 - (甘谷駅) - 新泰仁駅